# La pícara Justina
La pícara Justina è un romanzo picaresco castigliano. Non si è certi del suo autore, tuttavia molti critici letterari pensano che sia stata scritta dal grande novellista spagnolo Francisco López de Úbeda. Sicuramente quest'opera costituisce un pilastro fondamentale per il genere letterario picaresco, che ebbe il suo massimo splendore nella Spagna della fine del XVI e inizio del XVII sec d.c, e si diffuse in tutta Europa.

## Le prime edizioni dell'opera
Nel 1605 sul mercato letterario apparve quest'opera, edita dalla bottega leonese di Cristóbal Lasso Vaca, con il nome Los entretenimientos de la Pícara Justina.